# 武元鶴
武元鶴，河南省武安縣（今為河北省武安市）崔爐村人。清朝政治人物。

## 生平
武元鶴於道光二十三年（1843年）鄉試中舉人，道光二十七年（1847年）丁未科會試中式，殿試位列三甲第三十一名，與後來的名臣張之萬、徐樹銘、李鴻章、沈葆楨、馬新貽等同年，賜同進士出身。歷官安徽貴池、繁昌等縣知縣，并曾任江南鄉試同考官。